# Bathyraja violacea
Bathyraja violacea är en rockeart som först beskrevs av Vladimir Vasilevich Suvorov 1935.  Bathyraja violacea ingår i släktet Bathyraja och familjen egentliga rockor. IUCN kategoriserar arten globalt som otillräckligt studerad. Inga underarter finns listade.